# Malvasia (Grecia)
Malvasia o, anticamente, Malvagia (AFI: /malvaˈzia/; in greco Μονεμβασία?, Monemvasía o, meno comunemente, Monembasía) è un comune della Grecia situato nella periferia del Peloponneso (unità periferica della Laconia).
A seguito della riforma amministrativa detta programma Callicrate, in vigore dal gennaio 2011 e che ha abolito le prefetture e accorpato numerosi comuni, la superficie del comune è arrivata a misurare 949 km², mentre la popolazione è passata da 4 660 a 21 898 abitanti..

## Geografia
Malvasia sorge nel sud-est del Peloponneso, lungo le coste orientali della Laconia, a 87 km a sud-est di Sparta. L'abitato è situato su un promontorio calcareo congiunto mediante una diga alla terraferma, dalla quale era stata separata artificialmente nell’epoca bizantina.  

## Etimologia
Il nome greco Μονεμβασία ("un solo accesso") deriva dall'esistenza di un'unica porta d'entrata alla città fortificata (moni emvasis). L'antico nome, Minoia, indica la presenza di un antico insediamento minoico (il nome del vicino centro di Epidauros Limera, invece, indica la presenza di un nucleo miceneo).
Fu considerata la "Gibilterra dell'Est", fino all'indipendenza greca del 1821-30, a causa delle grandi difficoltà associate ai tentativi di conquista. 
La città viene chiamata in italiano semplicemente Malvasia, nome in comune con il vitigno di Malvasia da lì esportato e che si è diffuso con gran successo.

## Storia

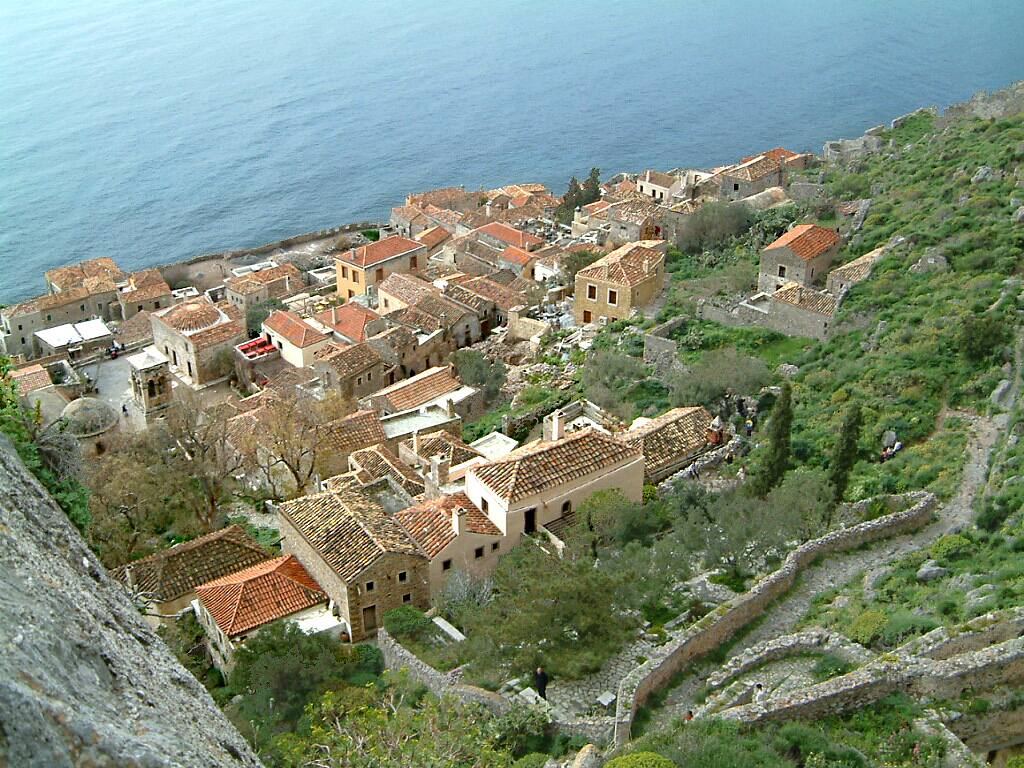
Malvasia.

Il primo nucleo fortificato fu costruito sulla roccia di Monemvasia, al largo della costa del Peloponneso, nel 583, come protezione per gli abitanti degli insediamenti della terraferma circostante dagli attacchi slavi e avari quando, sotto Giustiniano I e i suoi successori, iniziò l'invasione slava dei Balcani.
La città, che dà il nome alla Cronaca di Monemvasia, divenne una roccaforte di resistenza del dominio bizantino nella Grecia meridionale nei secoli successivi e fu il punto di partenza per la riconquista  del Peloponneso; fu inoltre importante per assicurare la rotta marittima da Costantinopoli a Venezia.
La città fortificata fu a lungo considerata inespugnabile e resistette sia ai numerosi assedi arabi che al tentativo di conquista normanno del 1147. Si dice che nella cittadella c'era un campo di grano che – insieme alle numerose cisterne – era sufficiente a nutrire una guarnigione di 30 uomini all'infinito; così la cittadella era autosufficiente e poteva essere difesa in maniera continuativa.
Dopo la caduta di Costantinopoli nella quarta crociata, Monemvasia rimase una città bizantina libera e fu costretta ad arrendersi solo nel 1249, dopo un assedio di tre anni, da parte dei Franchi che controllavano la terraferma dal 1204. Nel 1263 i Franchi dovettero restituire Monemvasia, insieme a Mistrà, all'Impero bizantino. Dopo le conquiste ottomane di Costantinopoli (1453), Mistrà (1460) e Trebisonda (1461), Monemvasia rimase l'ultimo residuo territoriale del glorioso impero romano, insieme al principato di Teodoro (conquistato dagli ottomani nel 1475). Incapace di sopravvivere da sola, la città si sottomise prima ad un pirata catalano, che fu presto cacciato, poi a papa Pio II, che però non era militarmente in grado di fornire una protezione sufficiente, e infine a Venezia nel 1464, in grado di tenere la città e di contrastare i turchi fino al 1540.

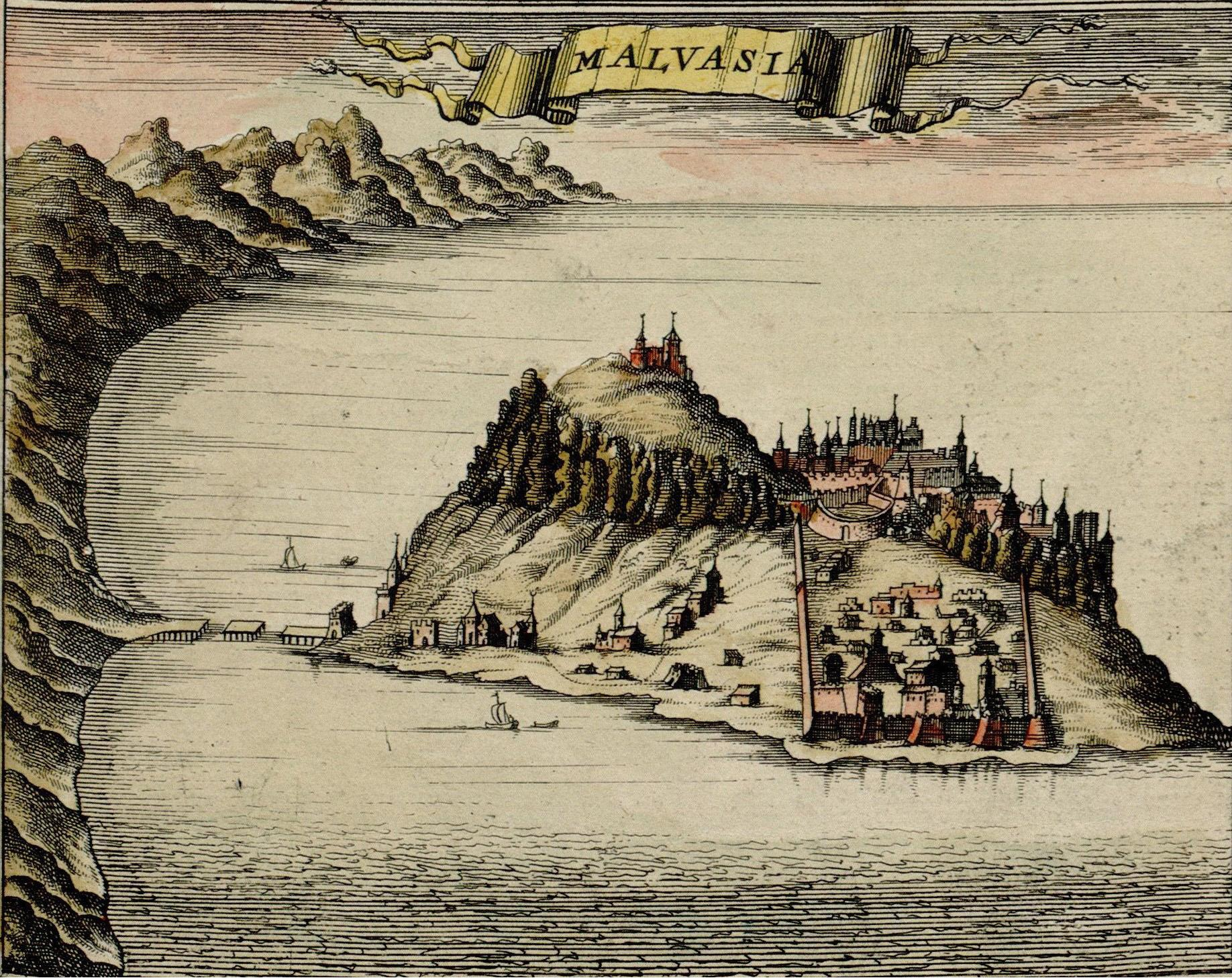
Una mappa della fortezza di Monemvasia nel secolo XVII

Dopo il periodo ottomano Monemvasia tornò a Venezia nel 1690 e, dopo la guerra turco-veneziana, ai turchi nel 1715. Durante la seconda dominazione turca, si ebbe un declino demografico che ridusse la popolazione a poche centinaia di abitanti, rispetto ai 25 000 del suo periodo d'oro.
Nel 1821 la città fu conquistata dai greci ribelli durante la loro guerra di liberazione dal dominio ottomano. Tuttavia, non riuscì a riprendersi: al contrario, sprofondò nell'insignificanza fino a contare solo 32 abitanti nel 1971. In tempi recenti è sorto sulla riva un villaggio moderno chiamato Gefira ("ponte"), in contrasto con la città vecchia, che si chiama Kastro ("castello"). Dopo il 1980 è iniziata la ricostruzione della città vecchia che ora è diventata una residenza di fine settimana per ateniesi ricchi. Oggi gli edifici medievali vengono restaurati e molti di essi convertiti in strutture ricettive.
Monemvasia è il luogo di nascita del poeta greco Giannis Ritsos, che è sepolto nel locale cimitero. Lo stato greco ha assegnato al sito archeologico bizantino di Monemvasia il marchio del patrimonio europeo.

## Monumenti e luoghi d'interesse
- Chiesa di Santa Sofia, situata sulla roccia sovrastante l'abitato, costruita secondo i canoni dell'architettura bizantina del XII secolo.
- Chiesa di Cristo Elkmenos, la cui originale struttura risale al VI-VII secolo. L'edificio venne ingrandito a cavallo tra XI e XII secolo. Ulteriori  aggiunte vennero realizzate tra il 1539 e il 1697.
- Chiesa di Panaghia Chrisaffitisa, costruita in epoca ottomana.
- Chiesa di Panaghia Myrtidiotissa, risalente al XVII secolo.
- Chiesa di Sant'Antonio e San Dimitri, del XVII secolo.
- La moschea del XVI secolo, che dal 1999 ospita la collezione archeologica della città.